# (3655) Евпраксия
(3655) Евпраксия (лат. Eupraksia) — типичный астероид главного пояса, открыт 26 сентября 1978 года советским астрономом Людмилой Журавлёвой в Крымской астрофизической обсерватории и 31 мая 1988 года назван в честь Евпраксии Рязанской.

## Обнаружение и именование
(3655) Евпраксия
Открыт 26 сентября 1978 года в Научном Л. В. Журавлёвой.
Назван в честь жены князя тринадцатого века Фёдора Рязанского. Она предпочла смерть попаданию в плен к татаро-монголам.
Оригинальный текст (англ.)3655 Eupraksia
Discovered 1978-09-26 by Zhuravleva, L. at Nauchnyj.
Named for the wife of the thirteenth-century prince Fyodor Ryazansky. She preferred death to being taken prisoner by the Tatar-Mongolians.
Источники: DISCOVERY.DB; M.P.C. 13176.

## Орбита

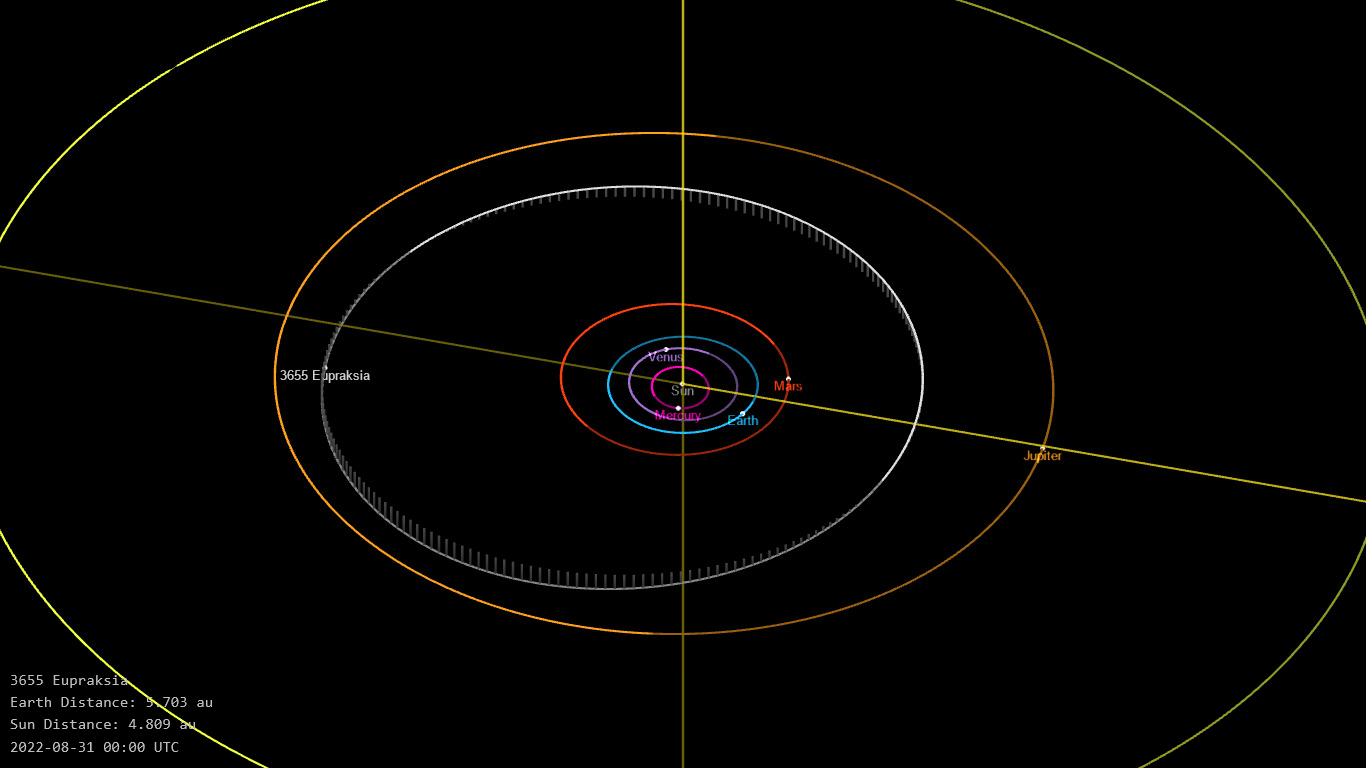
Орбита астероида Евпраксия и его положение в Солнечной системе

## Физические характеристики
Из наблюдений системы телескопов панорамного обзора и быстрого реагирования Pan-STARRS следует, что астероид относится к таксономическому классу XD.
По результатам наблюдений в инфракрасном диапазоне спутника Akari и наблюдений в видимом и ближнем инфракрасном диапазоне космического телескопа NEOWISE диаметр астероида сначала оценивался равным 27,41±3,64 км, позже — 36,657±0,269 км. Согласно тем же источникам альбедо оценивается как 0,103±0,028 и 0,063±0,013.